# 아시네토박터 바우마니
아시네토박터 바우마니(Acinetobacter baumannii)는 일반적으로 구간균의 형태를 한 그람 음성균의 한 종이다. 세균학자인 폴 바우만(Paul Baumann)의 이름을 따서 명명되었다. 면역계가 손상된 상태의 환자에서 기회감염을 일으키는 병원균으로 작용할 수 있는데, 특히 병원내감염에서 아주 중요한 세균으로 부상하고 있다. 다른 아시네토박터속에 속한 세균들은 종종 토양 표본에서도 발견되어 아시네토박터 바우마니 역시 토양 세균이라고 흔히 오해하기 쉬우나, 아시네토박터 바우마니는 거의 모두 병원 환경에서만 분리된다. 간혹 토양이나 물 표본에서도 발견되고는 하나, 자연적인 서식지에 대해서는 아직 알려져 있지 않다.
아시네토박터속의 세균은 세균이 움직이기 위해 사용하는 편모 구조가 없으나 운동성을 가지고 있다. 이는 폈다가 집어넣었다가 할 수 있는 막대기 모양 구조물인 제4형 선모 덕분일 수 있다. 또한 아시네토박터 바우마니의 운동성은 세포외다당류의 분비 때문일 수도 있다. 세포외다당류는 고분자량의 당 사슬을 세균 뒤에 형성하여 세균이 앞으로 움직일 수 있게끔 한다. 임상미생물학자들은 일반적으로 아시네토박터속의 세균들을 다른 모락셀라과 세균들과 구분할 때 산화효소 시험을 이용한다. 이는 아시네토박터속의 세균 종들이 모락셀라과에서 유일하게 사이토크롬 c 산화효소가 없는 세균이기 때문이다.
아시네토박터 바우마니는 아시네토박터 칼코아세티쿠스(A. calcoaceticus), 아시네토박터 유전적 종 13TU와 함께 ACB 복합체를 구성하고 있다. 이 복합체의 구성원들을 특정하는 것은 어려우며, 이들은 아시네토박터속 안에서도 가장 임상적으로 밀접히 관련되어 있다. 또한 아시네토박터 바우마니는 엔테로코커스 패시움, 황색포도상구균, 폐렴막대균, 녹농균, 엔테로박터와 함께 높은 항생제 내성 비율을 보여 병원내감염의 주된 원인으로 지목되는 ESKAPE 병원균 중 하나로 분류된다.
이라크 전쟁 도중 아시네토박터 바우마니가 군사 치료 시설에서 갑자기 창궐하였었기 때문에 이라키박터(Iraqibacter)라고도 불린다. 아시네토박터 바우마니는 주로 이라크와 아프가니스탄에서 복무했던 군인과 퇴역 군인들에서 계속 문제가 되었다. 감염된 군인들이 민간 병원으로 이송되면서 다제내성을 가진 아시네토박터 바우마니가 다양한 의료 시설로 퍼지게 되었다. 코로나19 범유행 동안, SARS-CoV-2 감염 후 이차적으로 아시네토박터 바우마니에 같이 감염되는 사례가 의학 문헌에 여럿 보고되기도 했다.